# Leticia Martin
Leticia Martin (Buenos Aires, 1975) es una escritora, poeta y crítica cultural argentina.

## Biografía
Martin obtuvo la licenciatura en Ciencias de la Comunicación en la Universidad de Buenos Aires y posteriormente el Posgrado Internacional en Gestión Cultural y Políticas de Comunicación de la Facultad Latinoamericana de Ciencias Sociales. Además de gestora y crítica cultural, es editora, junto a Nazareno Petrone, del proyecto argentino Qeja.
En 2012 publicó El gusto, su primera novela y cinco años más tarde, Feminismos, su primer libro de ensayos.
En 2023 ganó el I Premio Lumen de Novela por su obra Vladimir.
Martin fue columnista del periódico Perfil desde junio de 2024 hasta mayo de 2025. En su último artículo, Nadie lee nada, denunció que la publicación le debía seis meses de honorarios.

## Publicaciones

### Ensayos
- Feminismos (2017)

### Poemarios
- El vacío después
- Miedo e ilusión
- Horizontal

### Novelas
- El gusto (2012)
- Estrógenos (2016)
- Un ruido nuevo (2020)
- Vladimir (2023)